# Puerto Libertador
Puerto Libertador è un comune della Colombia facente parte del dipartimento di Córdoba.
Il centro abitato venne fondato da Francisco Calle Cali, Diego Arieta, Juan Mercado Villadiego e Tomás Cogollo nel 1941, mentre l'istituzione del comune è del 1º novembre 1980.